# Havenmuziek
Havenmuziek est un film belge néerlandophone réalisé en 1937 par Jan Vanderheyden.

## Fiche technique
- Titre original : Havenmuziek
- Titre francophone : Musique de port
- Réalisation : Jan Vanderheyden
- Scénario : Edith Kiel
- Photographie et cameraman : Ewald Sudrow
- Musique : Rudolf Perak
- Société de production :  Jan Vanderheyden-Film
- Pays : Belgique
- Format : Noir et blanc - 1,37:1 - 35 mm - Son mono
- Genre : Comédie
- Durée : 84 minutes

## Distribution
- Frits Vaerewijck : Frits, un steward dans les bagages duquel un trafiquant de drogue a caché sa contrebande
- Jef Bruyninckx : Jefke, son compagnon de bord et frère de sa fiancée
- Marie Vinck : Marieke, sa sœur et fiancée de Frits
- Nand Buyl : Nandje, un gamin des rues
- Helena Haak : Serafien
- Oscar Ferket : Mr. X